# Nghi tần Triệu thị
Triết Mẫn Nghi tần Triệu thị (貴人 趙氏, 1842 - 1865) là một trong số những hậu cung tần ngự của Triều Tiên Triết Tông.

## Cuộc đời
Triết Mẫn Nghi tần Triệu thị thuộc gia tộc Phong Nhưỡng Triệu thị Không rõ song thân là ai, bổn quán tại Phong Nhưỡng. Ban đầu nhập cung làm Thục nghi. Năm 1859, Triết Tông năm thứ 10, phong Chính nhất phẩm Nghi tần ở tuổi thứ 18, ngày 15 tháng 1, 1861, Triết Tông năm thứ 12, hạ sinh một vương tử. Năm 1865, bà qua đời dưới thời Cao Tông, thọ 24 tuổi. Mộ phần tại thành phố Pocheon, tỉnh Gyeonggi. Thụy hiệu là Triết Mẫn (Cheolmin) 

## Gia đình
- Phu quân: Triều Tiên Triết Tông
  - Nam: Vương tử (1861 - ?)